# Queen of the Damned (Music from the Motion Picture)
Queen of the Damned (Music from the Motion Picture) è una colonna sonora di artisti vari, pubblicata nel 2002.

## Descrizione
Il disco è la colonna sonora del film La regina dei dannati ed è stata prodotta da Richard Gibbs in collaborazione con Jonathan Davis, frontman dei Korn. Quest'ultimo avrebbe dovuto curare anche le parti vocali dei quattordici brani in essa contenuti, ma a causa di limitazioni del contratto con la Sony non ha potuto farlo, pertanto ha chiesto aiuto a cantanti suoi amici di altre band.
Oltre alla canzoni di Jonathan Davis, nel film sono presenti molte canzoni di altre band molto popolari, come Static-X, Disturbed e Deftones. Nel film le canzoni vengono suonate dal gruppo di Lestat.

## Tracce
1. Wayne Static of Static-X – Not Meant for Me – 4:09
2. David Draiman of Disturbed – Forsaken – 3:37
3. Chester Bennington of Linkin Park – System – 5:03
4. Deftones – Change (In the House of Flies) – 5:01
5. Marilyn Manson – Redeemer – 4:19
6. Papa Roach – Dead Cell – 3:07
7. Godhead – Penetrate – 4:18
8. Jay Gordon of Orgy – Slept So Long – 5:29
9. Disturbed – Down with the Sickness – 4:39
10. Static-X – Cold – 3:00
11. Earshot – Headstrong – 4:54
12. Dry Cell – Body Crumbles – 3:07
13. Tricky – Excess – 4:43
14. Kidneythieves – Before I'm Dead – 4:50